# Sükösd
Sükösd este un sat în districtul Baja, județul Bács-Kiskun, Ungaria, având o populație de 3.779 de locuitori (2011). 

## Demografie
Componența etnică a satului Sükösd
     Maghiari (92,14%)
     Romi (5,19%)
     Germani (1,53%)
     Necunoscut (0,28%)
     Alții (0,86%)
Componența confesională a satului Sükösd
     Romano-catolici (68,83%)
     Fără religie (7,38%)
     Reformați (2,06%)
     Necunoscută (20,75%)
     Alte religii (3,12%)
Conform recensământului din 2011, satul Sükösd avea 3.779 de locuitori. Din punct de vedere etnic, majoritatea locuitorilor (92,14%) erau maghiari, existând și minorități de romi (5,19%) și germani (1,53%). Apartenența etnică nu este cunoscută în cazul a 0,28% din locuitori.  Din punct de vedere confesional, majoritatea locuitorilor (68,83%) erau romano-catolici, existând și minorități de persoane fără religie (7,38%) și reformați (2,06%). Pentru 20,75% din locuitori nu este cunoscută apartenența confesională.